# New Delhi Challenger 2003
Il New Delhi Challenger 2003 è stato un torneo di tennis facente parte della categoria ATP Challenger Series nell'ambito dell'ATP Challenger Series 2003. È stata la 2ª edizione del torneo e si è svolta quattro anni dopo l'edizione inaugurale. Si è giocato a Nuova Delhi in India dal 28 aprile al 3 maggio 2003 su campi in cemento.

## Vincitori

### Singolare
Ivo Heuberger ha battuto in finale  Danai Udomchoke con il punteggio di 6–2, 6–3.

### Doppio
Radoslav Lukaev /  Dmitri Vlasov hanno battuto in finale  Jonathan Erlich /  Andy Ram con il punteggio di 7–6(6), 4–6, 6–2.